# N-甲基猪毛菜酚
N-甲基猪毛菜酚（英語：N-Methylsalsolinol）是一种有机化合物，化学式为C11H15NO2，具有很强的神经毒性。它可由脱氧肾上腺素和乙醛在催化下反应制得。它存在R和S异构体，其异构体可以通过高效液相色谱法进行分离。